# سونغ سيونغ مين
سونغ سيونغ مين (11 يناير 1992 بكوريا الجنوبية - ) هو لاعب كرة قدم كوري جنوبي في مركز الهجوم. لعب مع نادي غوانغجو.

## وصلات خارجية
- سونغ سيونغ مين على موقع دوري كوريا الجنوبية (الإنجليزية)
- سونغ سيونغ مين على موقع قاعدة بيانات كرة القدم.إي يو (الإنجليزية)
- سونغ سيونغ مين على موقع Soccerway.com (الإنجليزية)